# 炬火-波托马克
炬火-波托马克是2023年4月25日在乔治·华盛顿大学成立的独立中国学生组织，区别于中国共产党和中国驻美使领馆控制的“乔治·华盛顿大学学联会”。

## 简介
炬火-波托马克组织名称中的“炬火”来源于作家鲁迅的一段文字：“有一分热，发一分光，就令萤火一般，也可以在黑暗里发一点光，不必等候炬火。”而“波托马克”指的是乔治·华盛顿大学所位于美国首都华盛顿哥伦比亚特区的波托马克河。
2022年底的四通桥事件和白纸运动及其后，不少美国大学出现关注中国言论自由和人权保障标语，一些乔治·华盛顿大学的中国学生们也在校园内张贴出了反对习近平连任的海报，但遭到乔治·华盛顿大学校内中国学生组织“乔治·华盛顿大学学联会”向乔治·华盛顿大学校长马克·莱顿投诉，称这些标语是“种族歧视”。但马克·莱顿调查事件后，表示支持张贴海报学生的言论自由。“乔治·华盛顿大学学联会”隶属于中国学生学者联合会，被视为中国官方在海外高校中设立的学生组织。炬火-波托马克组织的创立者认为，必须建立一个独立的中国学生组织，以保障学术和言论自由。该组织创立时有十多位成员，不过自创立后并未发起任何活动。
炬火-波托马克也有同样位于华盛顿哥伦比亚特区的乔治城大学的中国学生参与。乔治城大学法学院学生张津睿是炬火-波托马克的骨干分子，他在中国的家人因此受到骚扰，父亲被国保带走，要求教育儿子“爱国爱党”。

## 相关
- 白纸世代